# Parrocchie della diocesi di Iglesias

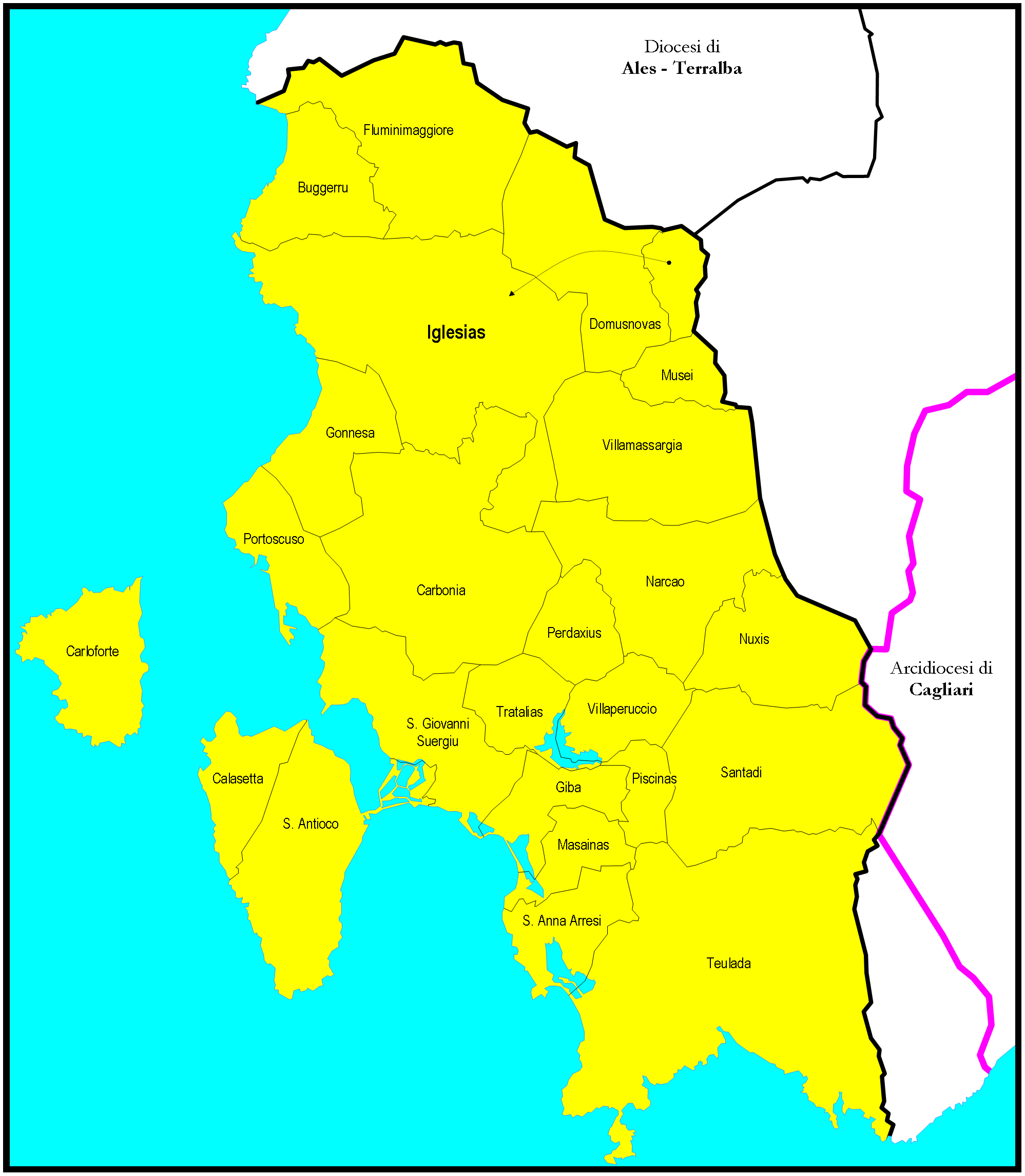
Il territorio della diocesi

Le parrocchie della diocesi di Iglesias sono 64 e sono raggruppate in 4 foranie. Sono inoltre presenti 117 chiese o cappelle (con una cinquantina ridotti a rudere) del territorio parrocchiale.

## Foranie

### Forania di Carbonia
Comprende 11 parrocchie nel comune di Carbonia.
| Parrocchia                       | Comune   | Frazione/Quartiere                                   |
| -------------------------------- | -------- | ---------------------------------------------------- |
| San Ponziano Pontefice e Martire | Carbonia | Quartiere Centro - Monte Fossone - Su Pranu          |
| Beata Vergine Addolorata         | Carbonia | Quartiere Nord - Monte Rosmarino - Rione Lottobì     |
| Cristo Re                        | Carbonia | Quartiere Est - Cannas di Sotto - Palazzoni Serbariu |
| Gesù Divino Operaio              | Carbonia | Quartiere Sud - Santu Millanu - Is Meis Su Rei       |
| San Camillo de Lellis            | Carbonia | Quartiere Nordovest - Schisorgiu - Ospedale Sirai    |
| San Giovanni Bosco               | Carbonia | Quartiere Nordest - Acque Alte - Cannas di Sopra     |
| Santa Barbara Vergine e Martire  | Carbonia | Bacu Abis                                            |
| Beata Vergine delle Grazie       | Carbonia | Barbusi                                              |
| Sacro Cuore di Gesù              | Carbonia | Cortoghiana                                          |
| San Marco Evangelista            | Carbonia | Borgata Is Gannaus - Coderra                         |
| San Narciso e Santa Giuliana     | Carbonia | Rione Est - Serbariu - Santa Caterina                |

### Forania di Iglesias
Comprende 21 parrocchie nei comuni di Iglesias, Buggerru, Domusnovas, Fluminimaggiore, Gonnesa, Musei e Villamassargia.
| Parrocchia                      | Comune          | Frazione/Quartiere                      |
| ------------------------------- | --------------- | --------------------------------------- |
| Santa Chiara d'Assisi           | Iglesias        | centro                                  |
| Beata Vergine di Valverde       | Iglesias        | centro                                  |
| Cuore Immacolato di Maria       | Iglesias        | centro                                  |
| Sacro Cuore di Gesù             | Iglesias        | centro                                  |
| San Giuseppe Artigiano          | Iglesias        | centro                                  |
| San Paolo Apostolo              | Iglesias        | centro                                  |
| San Pio X Papa                  | Iglesias        | centro                                  |
| Santa Lucia Vergine e Martire   | Iglesias        | centro                                  |
| Santa Maria di Barega           | Iglesias        | Borgata Barega - Casali Corongiu e Tanì |
| Santa Barbara Vergine e Martire | Iglesias        | Monteponi                               |
| Santa Barbara Vergine e Martire | Iglesias        | Nebida - Masua                          |
| San Benedetto Abate             | Iglesias        | Guindili San Benedetto                  |
| San Giovanni Battista           | Iglesias        | Bindua - San Giovanni                   |
| San Giovanni Battista           | Buggerru        | centro                                  |
| Vergine Assunta                 | Domusnovas      | centro                                  |
| Sant'Ignazio di Laconi          | Domusnovas      | centro                                  |
| Sant'Antonio di Padova          | Fluminimaggiore | centro                                  |
| Sant'Andrea Apostolo            | Gonnesa         | centro                                  |
| Sant'Isidoro Agricoltore        | Gonnesa         | Nuraxi Figus                            |
| Sant'Ignazio di Loyola          | Musei           | centro                                  |
| Vergine della Neve              | Villamassargia  | centro                                  |

### Forania di Sant'Antioco
Comprende 14 parrocchie nei comuni di Sant'Antioco, Calasetta, Carloforte, Portoscuso e San Giovanni Suergiu.
| Parrocchia                | Comune               | Frazione/Quartiere        |
| ------------------------- | -------------------- | ------------------------- |
| Sant'Antioco Martire      | Sant'Antioco         | centro                    |
| Nostra Signora di Bonaria | Sant'Antioco         | centro                    |
| San Pietro Apostolo       | Sant'Antioco         | centro                    |
| Santa Maria Goretti       | Sant'Antioco         | centro                    |
| San Maurizio              | Calasetta            | centro                    |
| San Carlo Borromeo        | Carloforte           | Rione San Carlo / Casseba |
| San Pietro Apostolo       | Carloforte           | Rione San Pietro / San Pê |
| Vergine d'Itria           | Portoscuso           | centro                    |
| San Giovanni Battista     | Portoscuso           | centro                    |
| San Giuseppe              | Portoscuso           | Paringianu                |
| San Giovanni Battista     | San Giovanni Suergiu | centro                    |
| San Raffaele Arcangelo    | San Giovanni Suergiu | Is Urigus                 |
| Sant'Elena Imperatrice    | San Giovanni Suergiu | Matzaccara                |
| Vergine delle Grazie      | San Giovanni Suergiu | Palmas Nuovo              |

### Forania del Sulcis
Comprende 18 parrocchie nei comuni di Giba, Masainas, Narcao, Nuxis, Perdaxius, Piscinas, Santadi, Sant'Anna Arresi, Teulada, Tratalias e Villaperuccio.
| Parrocchia                             | Comune           | Frazione/Quartiere |
| -------------------------------------- | ---------------- | ------------------ |
| San Pietro Apostolo                    | Giba             | centro             |
| San Giuseppe Sposo della Beata Vergine | Giba             | Villarios nuovo    |
| San Giovanni Battista                  | Masainas         | centro             |
| San Nicolò di Bari                     | Narcao           | centro             |
| San Giuseppe                           | Narcao           | Riomurtas          |
| San Gioacchino                         | Narcao           | Terraseo           |
| San Pietro Apostolo                    | Nuxis            | centro             |
| San Giacomo Apostolo                   | Perdaxius        | centro             |
| Vergine della Neve                     | Piscinas         | centro             |
| San Nicolò di Bari                     | Santadi          | centro             |
| Madonna di Fatima                      | Santadi          | Murdeu             |
| Santa Maria                            | Santadi          | Monte Fracca       |
| San Giovanni Bosco                     | Santadi          | Terresoli          |
| Sant'Anna                              | Sant'Anna Arresi | centro             |
| Vergine del Carmine                    | Teulada          | centro             |
| San Giovanni Battista                  | Teulada          | centro             |
| Vergine di Monserrato                  | Tratalias        | centro             |
| Beata Vergine del Rosario              | Villaperuccio    | centro             |